# Achim ed Eliud

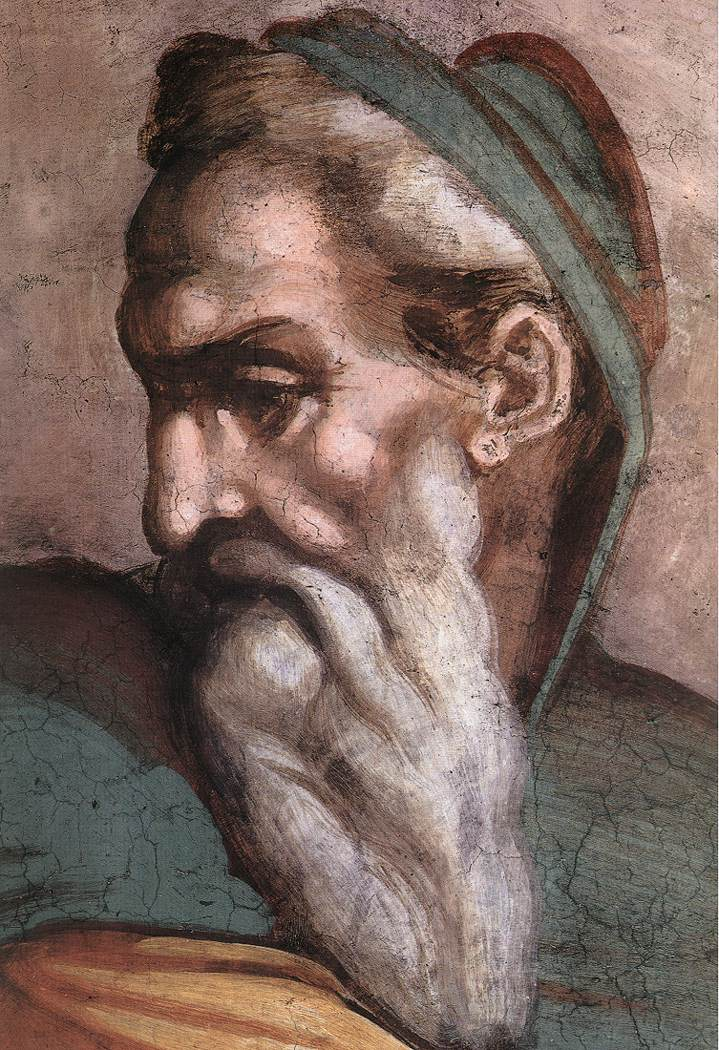
Dettaglio

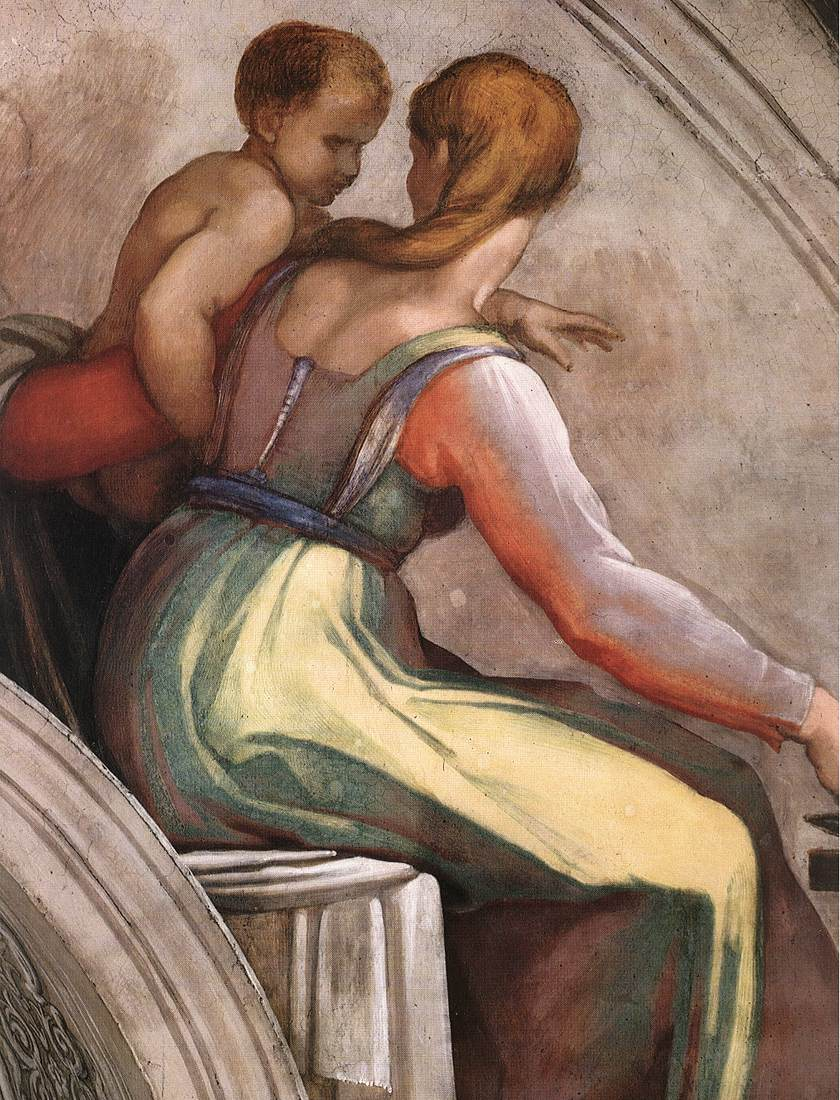
Dettaglio

La lunetta di Achim ed Eliud venne affrescata da Michelangelo Buonarroti nel 1508-1511 circa e fa parte della decorazione delle pareti della Cappella Sistina nei Musei Vaticani a Roma. Venne realizzata nell'ambito dei lavori alla decorazione della volta, commissionata da Papa Giulio II.

## Storia
Le lunette, che contengono la serie degli Antenati di Cristo, furono realizzate, come il resto degli affreschi della volta, in due fasi, a partire dalla parete di fondo, opposta all'altare. Gli ultimi episodi da un punto di vista cronologico delle storie narrate furono quindi le prime a venire dipinte. Nell'estate del 1511 doveva essere terminata la prima metà della Cappella, richiedendo lo smontaggio del ponteggio e la sua ricostruzione nell'altra metà. La seconda fase, avviata nell'ottobre 1511, terminò un anno dopo, appena in tempo per la scopertura del lavoro la vigilia di Ognissanti del 1512.
Tra le parti più annerite della decorazione della cappella, le lunette furono restaurate con risultati stupefacenti entro il 1986.
La lunetta di Achim ed Eliud fu probabilmente la terza ad essere dipinta.

## Descrizione e stile
Le lunette seguono la genealogia di Gesù del Vangelo secondo Matteo. Achim ed Eliud sono nell'ultima lunetta della parete destra. 
Essa è organizzata con un gruppo di figure su ciascuna metà, intervallato dal tabellone con i nomi dei protagonisti scritto in capitali romane: "ACHIM / ELIVD". Fu dipinta in quattro "giornate": una per la targa e la parte superiore della cornice, una per l'intero gruppo di destra, due per quello di sinistra; siccome una di queste giornate ha la forma irregolare di un triangolo rovesciato sopra la testa del vecchio, si pensa che la scena sia frutto di un ripensamento, secondo il quale la figura venne ridipinta una seconda volta tutta in un colpo.
L'identità dei personaggi è del tutto incerta e resta molto difficile stabilire quale sia l'uno e quale l'altro. A sinistra si vede un vecchio con accanto una bimba dalla posa molto studiata secondo un'energica torsione. L'effetto scultoreo della sua figura è in larga parte dovuto al contrapposto delle ginocchia col nodo formato dalle braccia intrecciate, il tutto accentuato dalle cadenze grandiose del panneggio. Il mantello color arancio ricade infatti pesante, assecondando anche la forma cubica del sedile, un dettaglio che si trova anche nella Madonna della Scala (1491 circa). L'atteggiamento dell'uomo è meditativo, abbandonato in apparenza ma carico di energia.
A destra si vede un gruppo di una madre col figlio. La donna, con grande naturalezza, è girata verso il bambino, dando le spalle allo spettatore, mentre distende il braccio e la mano per afferrare del cibo da un piatto appoggiato su uno sgabello in primo piano. In questa lato sottili passaggi luministici scandiscono i piani in profondità, con le zone di fondo trattate con pennellate liquide e larghe, mentre nelle zone in primo piano esse sono più fitte e corpose. Gli effetti cangianti aiutano ad esaltare la plasticità delle forme.